# Регулярный речной транспорт Москвы
Регулярный речной транспорт Москвы — сеть регулярных круглогодичных речных пассажирских маршрутов в акватории Москвы-реки, интегрированных в систему общественного транспорта города и обслуживаемых компанией «ВодоходЪ» по заказу правительства Москвы.

## История
Летом 2021 года было объявлено о планах возрождения муниципальных регулярных речных перевозок в акватории Москвы-реки: планировалось в июне 2022 года запустить два линейных маршрута с круглогодичным циклом навигации: От Киевского вокзала до парка «Фили» и от Автозаводского моста до Печатников.
В 2021 году состоялся конкурс на оказание сервиса пассажирских перевозок с условием использования 20 электрических речных судов (речных трамваев) с круглогодичным циклом эксплуатации. Ремонт и техобслуживание, согласно контракту, остаётся за производителем в течение 15 лет.
В декабре 2021 ГКУ «Организатор перевозок» (от лица мэрии Москвы) подписало с ОАО «Пассажирский порт» (дочернее предприятие компании «ВодоходЪ», являющееся преемником Ленинградского пригородного пассажирского пароходства, основанного в 1937 году) договор об оказании услуги регулярных круглогодичных пассажирских перевозок по Москва-реке в период с 1 июля 2022 года по конец 2036 года на общую сумму 19,5 млрд рублей; поставщик обязуется предоставить 21 судно на электрическом ходу (в результате голосования на «Активном гражданине» головному судну серии присвоено имя «Синичка») вместимостью 40 пассажиров, смонтировать 23 причала, 6 береговых зарядных станций и два пункта отстоя флота.
В марте 2022 года были произведены первые ходовые испытания «Синички». На двух линиях должно было работать 21 электрическое речное судно, спроектированное и построенное по заказу Правительства Москвы.
Оговорённый контрактом пуск навигации 1 июля 2022 года не состоялся, дата запуска была перенесена на сентябрь того же года. В итоге запуск состоялся 20 июня 2023 года (первый маршрут длиной 6,5 км связал Киевский вокзал с причалом «Сердце столицы» в районе одноимённого жилого комплекса на Шелепихинской набережной. С 22 по 28 июня также действовал демонстрационный бесплатный маршрут от Северного речного вокзала по акватории Химкинского водохранилища. 29 сентября того же года был открыт второй маршрут «ЗИЛ — Печатники» длиной 9 километров. 20 июня 2025 года запущен третий маршрут «Новоспасский — ЗИЛ».

## Маршруты

### 1) Киевский — Парк «Фили»[8]
Открыт 20 июня 2023 года.
Причалы: Киевский — Трёхгорный — Краснопресненский парк — Сити-Багратион (только при движении на восток) — Сити-Центральный — Кутузовский (только при движении на запад) — Береговой — Сердце Столицы — Парк «Фили».

### 2) ЗИЛ — Печатники[8]
Открыт 29 сентября 2023 года.
Причалы: ЗИЛ — Нагатинский — Затон Новинки — Кленовый бульвар — Южный речной вокзал — Московская верфь — Нагатинский затон — Коломенская набережная — Печатники.

### 3) ЗИЛ — Новоспасский[8]
Открыт 20 июня 2025 года.
Причалы: ЗИЛ — Автозаводский мост — Симоновский — Торпедо — Дербеневская набережная — Новоспасский.

## Инфраструктура

### Подвижной состав
Для перевозки пассажиров используются аккумуляторные электрические суда проекта ТФРП.401, принадлежащие компании «ВодоходЪ». Каждое такое судно имеет 22 метра в длину и рассчитано на 42 посадочных места, два из которых — для маломобильных граждан. В салоне установлены информационные экраны и USB-зарядки, обеспечен доступ к бесплатному Wi-Fi, а также предусмотрены площадки с местами для парковки самокатов и велосипедов. Максимальная скорость предполагается 12 узлов, крейсерская скорость судна составляет 8 узлов, маршрутная скорость около 9 км/ч. Суда построены на верфи компании «Эмпериум». Производитель в марте 2022 года заявил о том, что судно на 80 % состоит из локальных комплектующих.

### Пирсы

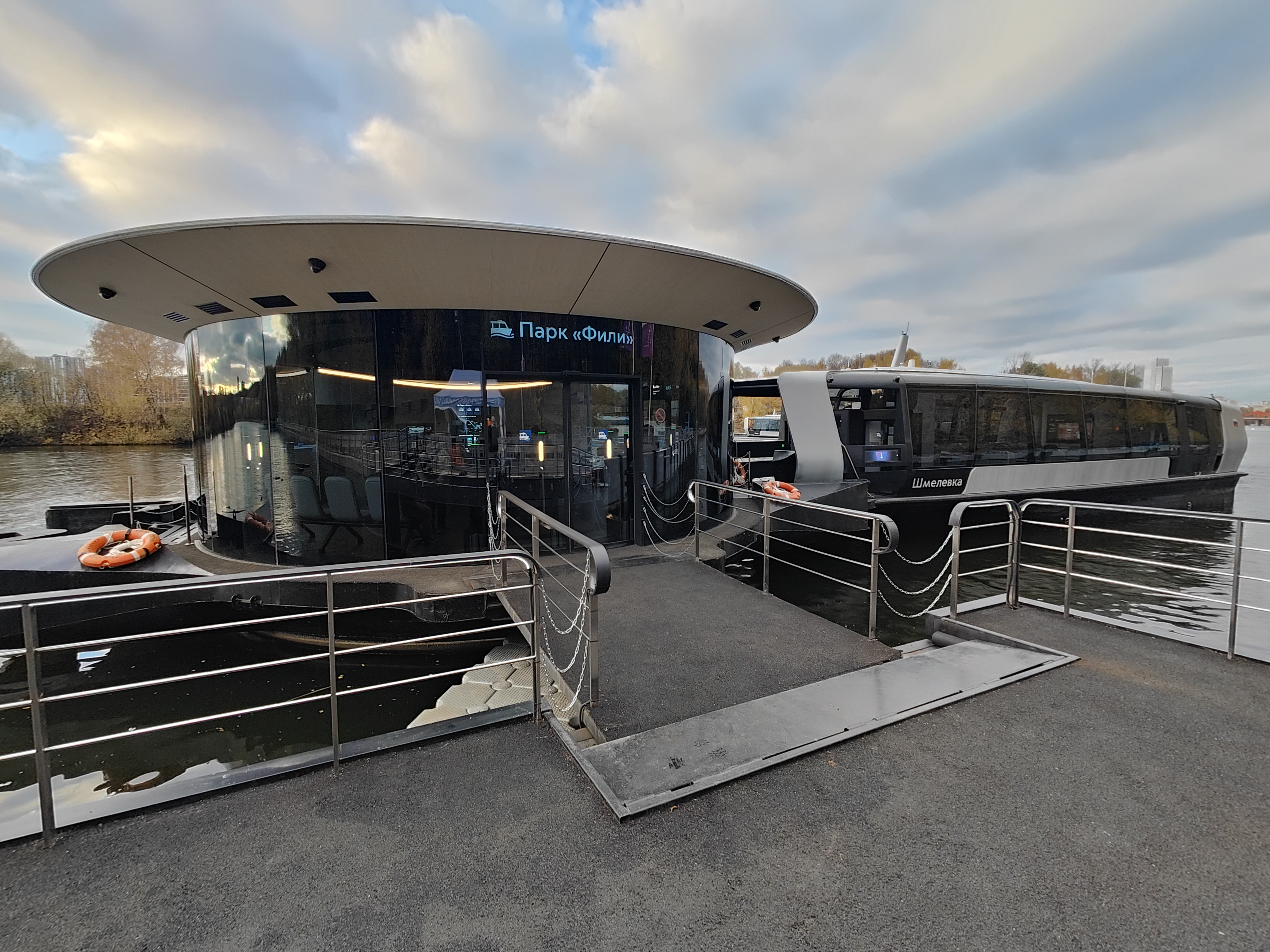
Причал «Парк Фили» с пришвартованным электрсудном «Шмелёвка»

Для проекта водного общественного транспорта изначально было изготовлено и установлено 12 плавучих крытых кондиционируемых пирсов двух типоразмеров, также принадлежащих компании «ВодоходЪ», с санузлами, кафе и местами для отдыха. К началу осени 2024 года действовало уже 18 пирсов. Вместимость большого пирса до 80 пассажиров, имеется возможность установки системы подзарядки судна. Вместимость малого пирса до 40 пассажиров.

## Показатели деятельности

### Пассажиропоток
В 2023 году в начале эксплуатации пассажиропоток составлял 2500 человек в сутки. В первые 6 месяцев было перевезено 325 000 пассажиров.

### Награды
23 июня 2023 организация «Книга рекордов России» зарегистрировала рекорд «Первый в мире круглогодичный регулярный речной транспорт полностью на электрическом ходу», несмотря на то, что круглогодичный регулярный речной транспорт полностью на электрическом ходу в Бангкоке действует с 2020 года.
ГКУ «Организатор перевозок» за проект круглогодичного регулярного речного транспорта стало лауреатом премии Best For Life Design Award в 2023 году в категории «Транспорт: электротранспорт» номинации «Продукт года»,
Проект стал одним из победителей Национальной экологической премии имени В. И. Вернадского в 2024 году в номинации «Устойчивые города».
ГКУ «Организатор перевозок» за проект круглогодичного регулярного речного транспорта стал лауреатом премии «Eco Best Award» в 2024 году в номинации «Инновация года»..

### Критика
В 2024 году стоимость контракта по оказанию сервиса пассажирских регулярных перевозок была пересмотрена и расходы городского бюджета увеличились с 19 млрд до 54 млрд рублей за тот же период времени даже без учёта дополнительных бюджетных расходов на коммунальные услуги, предоставляемые исполнителю.
Во время запуска и начала функционирования системы властями неоднократно подчёркивалось, что новый вид транспорта позволит экономить время в поездке, хотя в конце 2024 года Сергей Собянин в интервью признал, что это фактически прогулочный туристический транспорт.

## Тарифы
Турникеты, расположенные на пирсах, интегрированы в систему общественного транспорта Москвы. Оплата проезда возможна картой «Тройка», банковской картой (дороже), проход возможен также посредством биометрической идентификации (дешевле). Установлено два тарифных периода: с 1 мая по 30 сентября стоимость проезда по «Тройке» составляет 300 рублей в будние и 450 в выходные дни, а с 1 октября по 30 апреля следующего года — 100 рублей в будние и 130 в выходные. Для владельцев проездных на 30, 90 и 365 дней проезд включён в стоимость билета.
Со дня запуска 20 июня 2023 года до 28 июня проезд был бесплатным. Стоимость проезда с 29 июня по 31 августа составляла 150 рублей в будний день, 300 рублей в выходные и праздничные дни, с 1 сентября до 1 мая 2024 года — 150 рублей в любой день. На проездных на 90 и 365 дней проезд включён в стоимость билета.
С 1 мая по 30 сентября 2024 года стоимость проезда составляла 200 рублей в будние и 350 в выходные дни, а с 1 октября по 30 апреля 2025 года — 120 рублей в будние и 150 в выходные. С 20 мая также были введены скидки за использование «Тройки» и прохода по биометрии, стало возможен проход по билету на 30 дней.

## Перспективы
По утверждениям мэра Москвы Сергея Собянина, к 2030 году планируется создать сеть из 7 маршрутов, соединяющих 67 причалов, флот вырастет до 60 единиц, а пассажиропоток может составить 24 300 человек в сутки.
На маршруте 1 «Киевский — Парк „Фили“» откроются причалы Сбер-Сити (не путать со СберСити на маршруте 5), Западный порт, Мелькомбинат, Сидней-Сити, Карамышевский, Нижние Мнёвники (проектн. название Мнёвники), а на маршруте 2 «ЗИЛ — Печатники» — ЗИЛ-Юг.
В 2026 году заработает маршрут 4 «Коломенское — Южные Ворота» с причалами Коломенское, Дьяково, Курьяново, Москворечье, Парк 850-летия Москвы, Братеево, Братеевская набережная, Капотня, Южные ворота.
В 2027—2030 годах заработают маршруты 5 «Хорошёво-Мнёвники — СберСити» с причалами Хорошёво-Мнёвники, Серебряный Бор — 3, Алые паруса, Спартак, Стрешнево, Трикотажный, Волоколамский, Павшинская пойма, Живописный, Мякинино, Рублёво-Архангельское, СберСити (не путать со Сбер-Сити на маршруте 1); маршрут 6 «Северный речной вокзал — Маяк» с причалами Северный речной вокзал, Захарово, Беломорская, Северное Тушино, Левобережный, Химки, Маяк; маршрут 7 «Киевский — Новоспасский» с причалами Киевский, Саввинский, Лужники-Центральный, Воробьевы горы, Нескучный сад, Крымский мост, Музеон, Красный Октябрь, Зарядье, Новоспасский.

## Список причалов
Курсивом выделены строящиеся линии и станции.
| Номер маршрута | Название причала Прежние названия | Дата открытия причала | Пересадки                         | Координаты | Вид причала |
| -------------- | --------------------------------- | --------------------- | --------------------------------- | ---------- | ----------- |
| 1              | Киевский                          | 20 июня 2023          | Киевская Киевский вокзал          |            |             |
| 1              | Трёхгорный                        | 20 июня 2023          |                                   |            |             |
| 1              | Краснопресненский парк            | 3 сентября 2024       |                                   |            |             |
| 1              | Сити-Багратион                    | 20 июня 2023          |                                   |            |             |
| 1              | Сити-Центральный                  | 20 июня 2023          | Деловой центр                     |            |             |
| 1              | Кутузовский                       | 20 июня 2023          | Кутузовская                       |            |             |
| 1              | Сердце Столицы                    | 20 июня 2023          | Шелепиха                          |            |             |
| 1              | Береговой                         | 6 июня 2024           |                                   |            |             |
| 1              | Парк «Фили»                       | 6 июня 2024           | Филёвский парк                    |            |             |
| 2,3            | ЗИЛ                               | 29 сентября 2023      | ЗИЛ                               |            |             |
| 2              | Нагатинский                       | 3 сентября 2024       | Нагатинская                       |            |             |
| 2              | Затон Новинки                     | 3 сентября 2024       | Технопарк Остров мечты            |            |             |
| 2              | Кленовый бульвар                  | 29 сентября 2023      | Коломенская                       |            |             |
| 2              | Южный речной вокзал               | 29 сентября 2023      | Технопарк Остров мечты            |            |             |
| 2              | Московская верфь Меловой          | 20 июня 2025          |                                   |            |             |
| 2              | Нагатинский Затон                 | 29 сентября 2023      | Нагатинский Затон                 |            |             |
| 2              | Коломенская набережная            | 3 сентября 2024       |                                   |            |             |
| 2              | Печатники                         | 29 сентября 2023      | Печатники Люблино                 |            |             |
| 3              | Автозаводский мост                | 20 июня 2025          | Тульская                          |            |             |
| 3              | Симоновский                       | 20 июня 2025          | Автозаводская                     |            |             |
| 3              | Торпедо                           | 20 июня 2025          |                                   |            |             |
| 3              | Дербеневская набережная           | 20 июня 2025          | Павелецкая Павелецкий вокзал      |            |             |
| 3              | Новоспасский                      | 20 июня 2025          | Пролетарская Крестьянская Застава |            |             |